# 陳一球
陳一球（1600年—不详），字非我，号蝶庵，温州府乐清县慎江乡白岩山楼下村人（《南明史》称溫州府平陽縣人），明朝、南明政治人物。

## 生平
陳一球自諸生出身，崇禎初年宦官做事趁機收取重稅，他上陳時政二十事，得罪官吏十數年，又被小人陷害，遭戍守鎮東衛。之後黃道周、曹學佺推薦他任職中書舍人，上陳輔車之義，並出使舟山勸說黃斌卿收斂魯王士兵；魯王朱以海陞任他為江西道御史，但他不受命回歸，上《皇躬六誤時事九非疏》卻不得用遭譴歸家鄉，十多年後去世。